# Bánh mì kẹp giăm bông

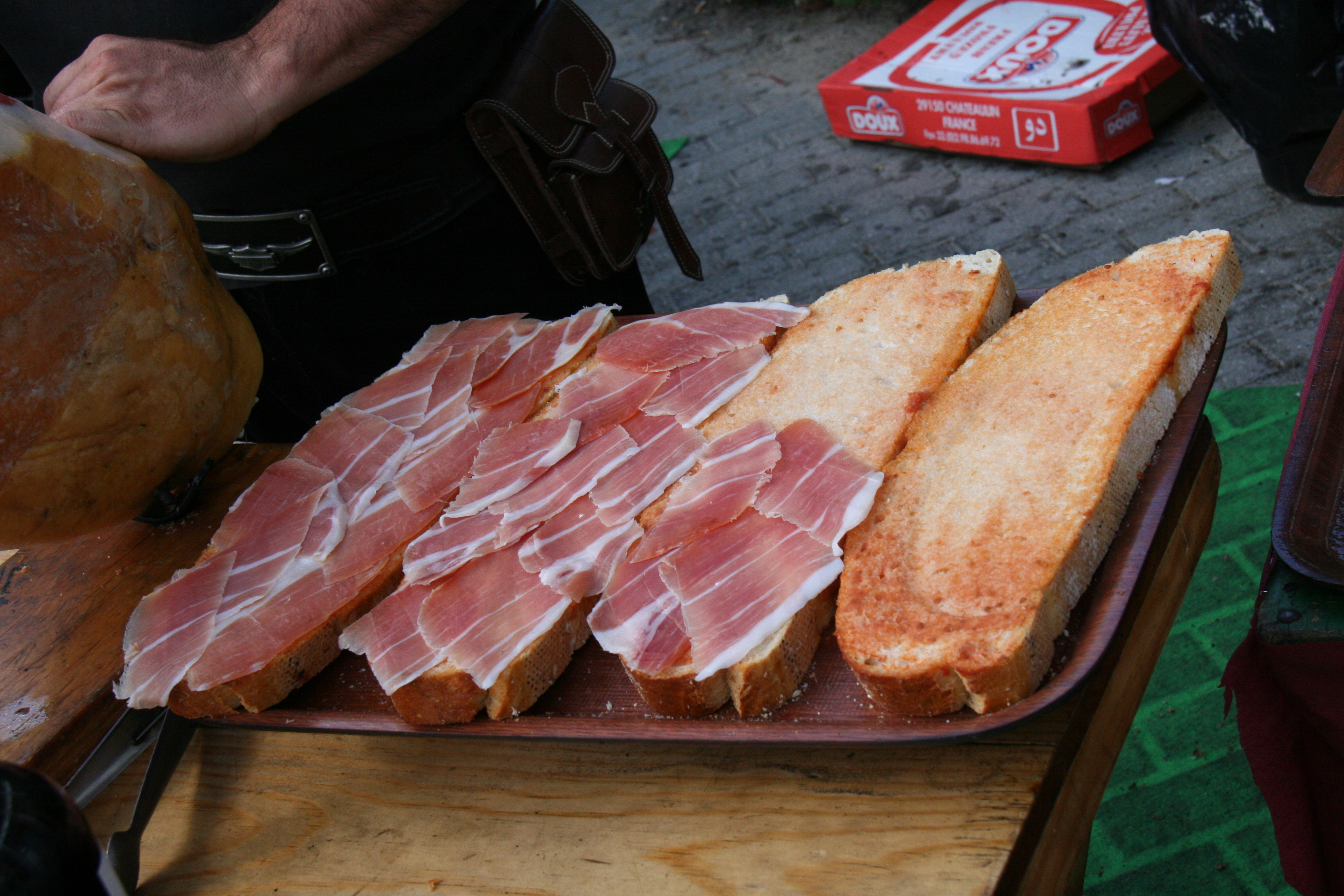
Bánh mì nướng kẹp giăm bông

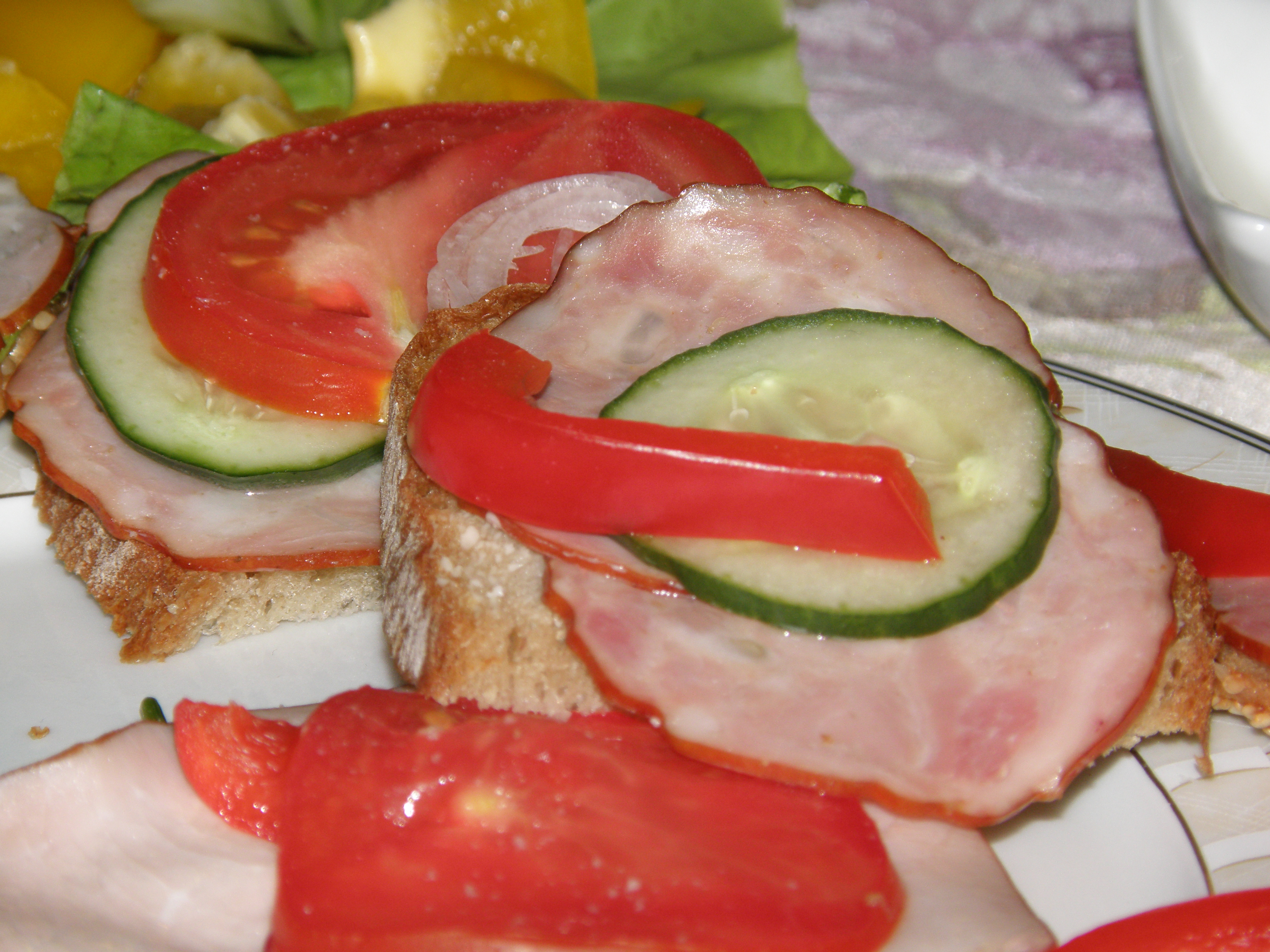
Bánh mì kẹp giăm bông với dưa chuột và cà chua

Bánh mì kẹp giăm bông (tiếng Anh: Ham sandwich) là một loại bánh mì kẹp rất phổ biến, có thể đem đi nướng hoặc để tươi, đồng thời món ăn cũng được chế biến chung với nhiều loại topping như pho mát hoặc các loại rau quả như xà lách, cà chua, hành tây và dưa chuột muối chua thái lát. Mù tạt, mayonnaise cùng những biến tấu của chúng cũng được sử dụng rộng rãi.
Bánh mì cắt lát, pho mát cắt lát và giăm bông cắt lát nấu chín là những mặt hàng thực phẩm có rất nhiều trong các siêu thị phương Tây, và do đó, cách chế biến của món bánh mì kẹp giăm bông rất dễ dàng và nhanh gọn. Ngoài ra, chúng cũng là thành phần phổ biến của suất ăn trưa.

## Lịch sử
Bánh mì kẹp giăm bông là một trong những loại bánh mì kẹp hai lát xuất hiện sớm nhất; tính đến năm 1850, đã có ít nhất 70 người bán hàng rong ở Luân Đôn chào bán món ăn.

### Bánh mì kẹp giăm bông và pho mát
Các chuyên gia ẩm thực từng tranh luận
về nguồn gốc của bánh mì kẹp giăm bông và pho mát trong vài năm. Giả thuyết hàng đầu về việc ai là người đầu tiên tạo ra món ăn này đã được nhắc đến trong The Larousse Gastronomique 1961. Cuốn sách lưu ý rằng Patrick Connolly, một người Ireland nhập cư đến Anh vào thế kỷ 18, đã bán một món bánh mì:
Kết hợp phần còn lại của lợn (đã được ướp muối và cắt lát) với topping là pho mát Leicester, cùng sốt lòng đỏ trứng (một dạng của mayonnaise) trong một chiếc bánh mì tròn ổ nhỏ. Món ăn này có tên khá thiếu tính sáng tạo là Connolly và đôi khi, nó vẫn còn được sử dụng tại một số vùng thuộc Midlands của Anh.
Tại Anh, dưa chuột muối chua (ngọt và nhúng dấm, làm theo kiểu của thương hiệu Branston) là món ăn kèm phổ biến với loại bánh mì kẹp này; sau đó, chúng được gọi là bánh mì kẹp giăm bông, pho mát và dưa chuột muối chua.
Theo lời kể lại của người bán đồ ăn tại sân bóng chày Harry Stevens trong một cuộc phỏng vấn năm 1924, thì vào năm 1894, bánh mì kẹp giăm bông và pho mát là thứ đồ ăn duy nhất được bán ở các sân bóng chày ở New York; trong khi đó, món frankfurters được cho bán vào năm 1909.
Một phụ nữ người Anh khi đi qua Đảo Ellis trong một chuyến đi đến Hoa Kỳ (vào năm 1923), đã viết rằng:
Tôi đã sợ hãi và run rẩy khi nghe rất nhiều câu chuyện về sự ngược đãi đối với người nước ngoài ở nơi đó.... Những người phục vụ rất tốt bụng và không hề thô bạo với chúng tôi. Đó là vào giờ trưa... trong chốc lát, những người khuân vác đã mang theo các giỏ bánh mì kẹp giăm bông và pho mát rất ngon, cũng như cà phê cho người lớn và sữa cho trẻ sơ sinh.
Richard E. Byrd đã mang theo bánh mì kẹp giăm bông và pho mát trên chuyến bay xuyên vùng cực của ông vào năm 1926. Năm 1927, các nhà du hành xuyên Đại Tây Dương Clarence Chamberlin và Charles A. Levine cũng mang theo loại bánh mì kẹp này.

## Biến tấu

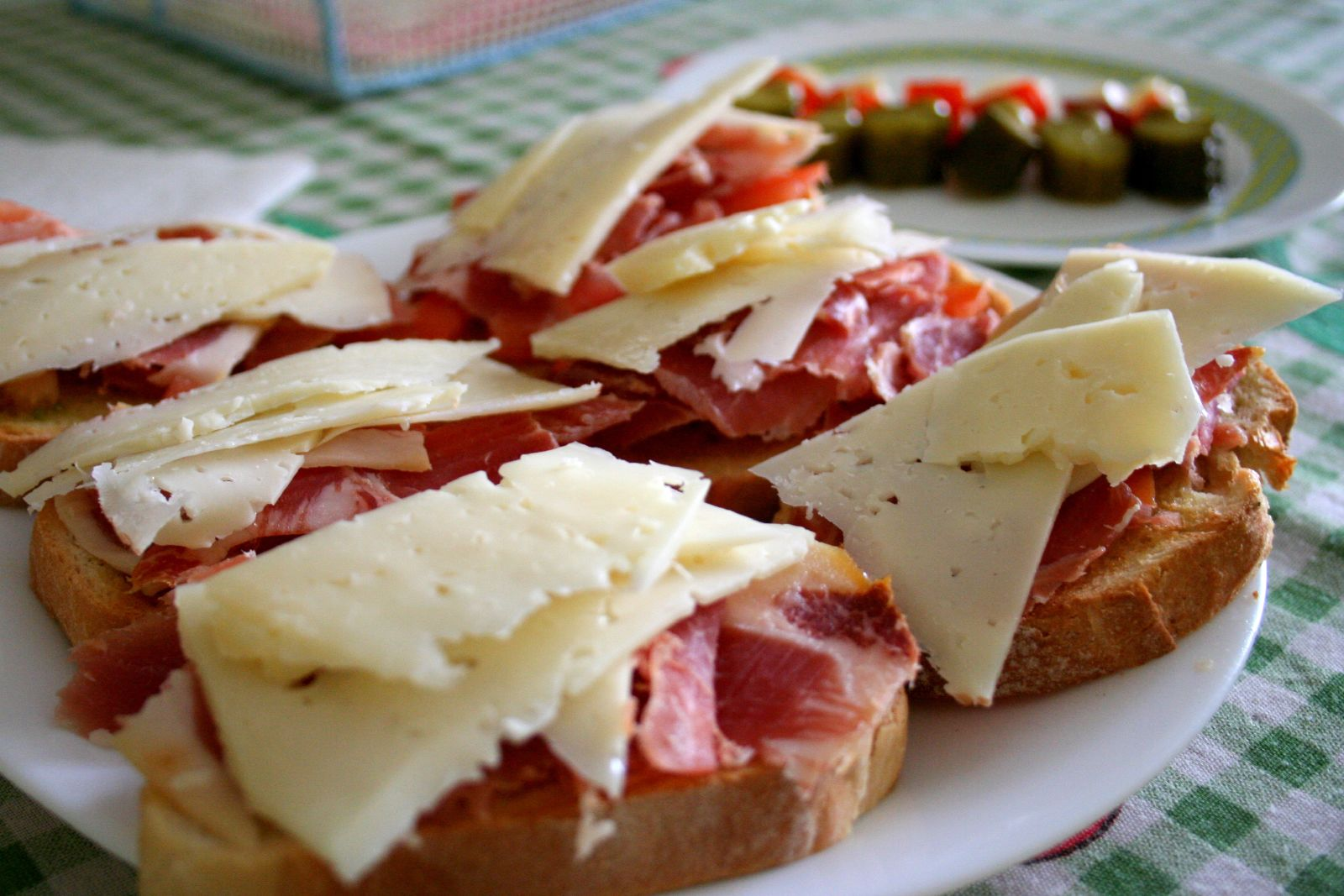
Bánh mì kẹp giăm bông và pho mát kiểu tapas trần

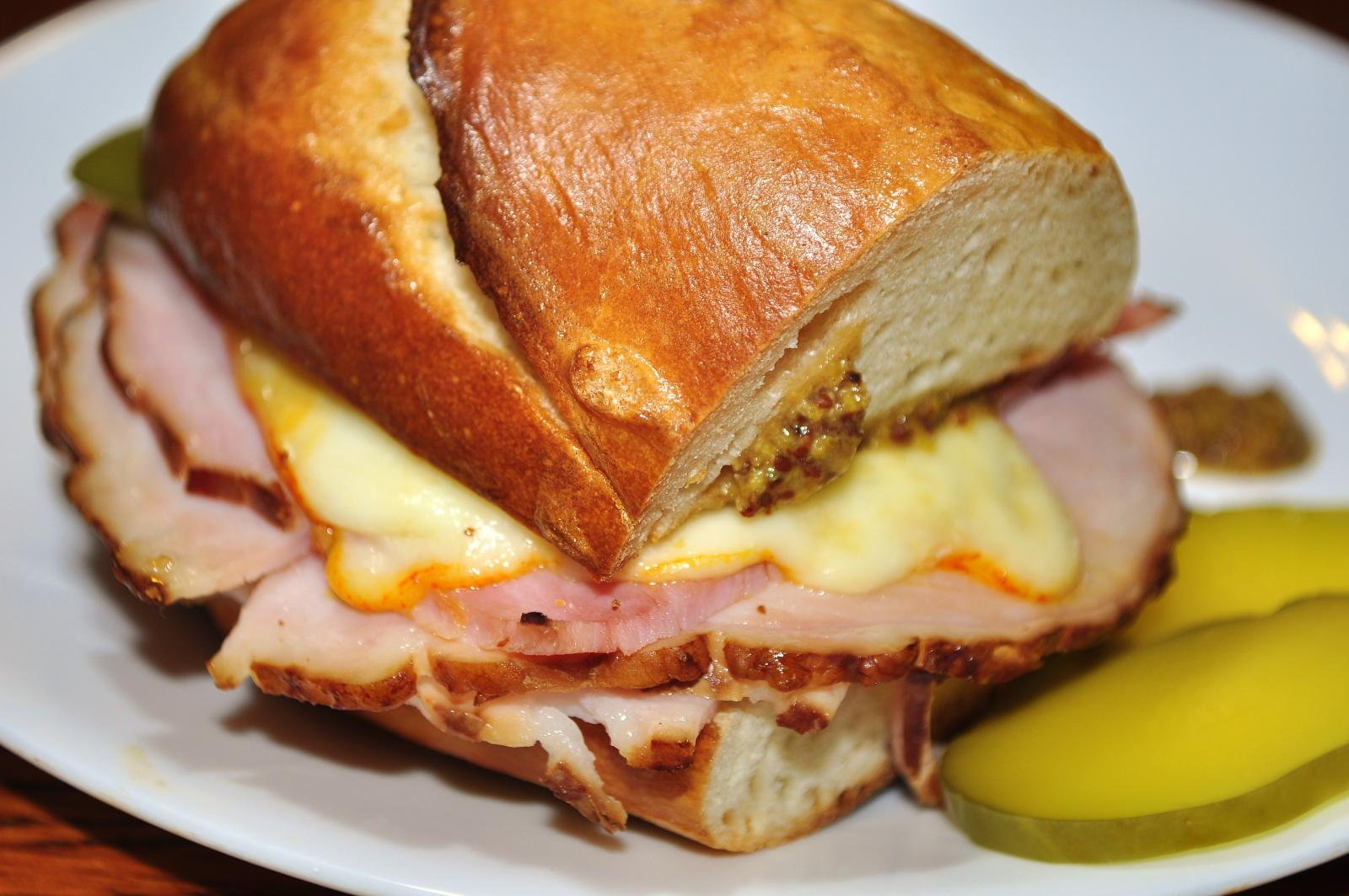
Bánh mì kẹp giăm bông và pho mát làm tại nhà

Trong ẩm thực Pháp, croque-monsieur là một loại bánh mì kẹp giăm bông và pho mát, thường được nướng lò hoặc rán.
Trong ẩm thực Brasil, món bánh mì kẹp nướng này được gọi là misto-quente (theo nghĩa đen là "hỗn hợp nóng").
Bánh mì kẹp kiểu Cuba có thành phần chính là giăm bông, pho mát cùng bánh mì Cuba vỏ cứng, thường được nướng trong dụng cụ ép nướng bánh mì (panini press). Những biến tấu của loại bánh mì kẹp này phổ biến ở cả Cuba lẫn Nam Florida.

## Tiêu dùng
Hiệp hội bánh mì Anh cho biết bánh mì kẹp giăm bông là loại bánh mì kẹp phổ biến nhất ở Anh, và một cuộc khảo sát mà họ thực hiện vào năm 2001 đã cho thấy rằng giăm bông là loại nhân được yêu thích thứ hai (sau pho mát). 70% trong số 1,8 tỷ chiếc bánh mì kẹp được tiêu thụ ở Pháp vào năm 2008 là bánh mì kẹp giăm bông, khiến một công ty phân tích kinh tế của Pháp đã bắt đầu lập 'chỉ số jambon-beurre', tương tự như Chỉ số Big Mac, dùng để so sánh giá cả của loại đồ ăn này trên toàn quốc.
Chiếc bánh mì kẹp giăm bông dài nhất thế giới do người bán thịt Nico Jimenez tạo ra ở Pamplona, Tây Ban Nha vào năm 2009.

## Sức khỏe
Năm 2009, Quỹ Nghiên cứu Ung thư Thế giới đã khuyến cáo việc cha mẹ cho con ăn quá nhiều bánh mì kẹp giăm bông sẽ làm cho chúng dễ bị mắc ung thư ruột, vì loại thịt chế biến sẵn có nguy cơ gây ung thư rất cao.
Một chiếc bánh mì kẹp giăm bông bị nghi ngờ là nguyên nhân gây ra dịch tả lợn ở Anh vào năm 2000.

## Ảnh hưởng văn hoá
Chánh án bang New York Sol Wachtler đã được Tom Wolfe trích dẫn trong The Bonfire of the Vanities như sau: "Một đại bồi thẩm đoàn sẽ 'truy tố một chiếc bánh mì kẹp giăm bông', nếu như đó là điều bạn muốn."
Một cái bánh mì kẹp giăm bông biết nói đã xuất hiện trong một loạt truyện thám tử tư nhiều tập trực tuyến vào cuối những năm 1990, và vào năm 1999, các nhà sản xuất của tác phẩm đã khởi kiện khi một nhân vật tương tự xuất hiện trong một video quảng cáo nước cam Florida, mặc dù sau đó đơn kiện đã được rút lại.
Cái tên "bánh mì kẹp giăm bông" đôi khi được sử dụng (đặc biệt là bởi Sở Cảnh sát New Orleans) để chỉ một khẩu súng mà cảnh sát đặt tại hiện trường vụ án để tạo bằng chứng giả.

## Hình ảnh

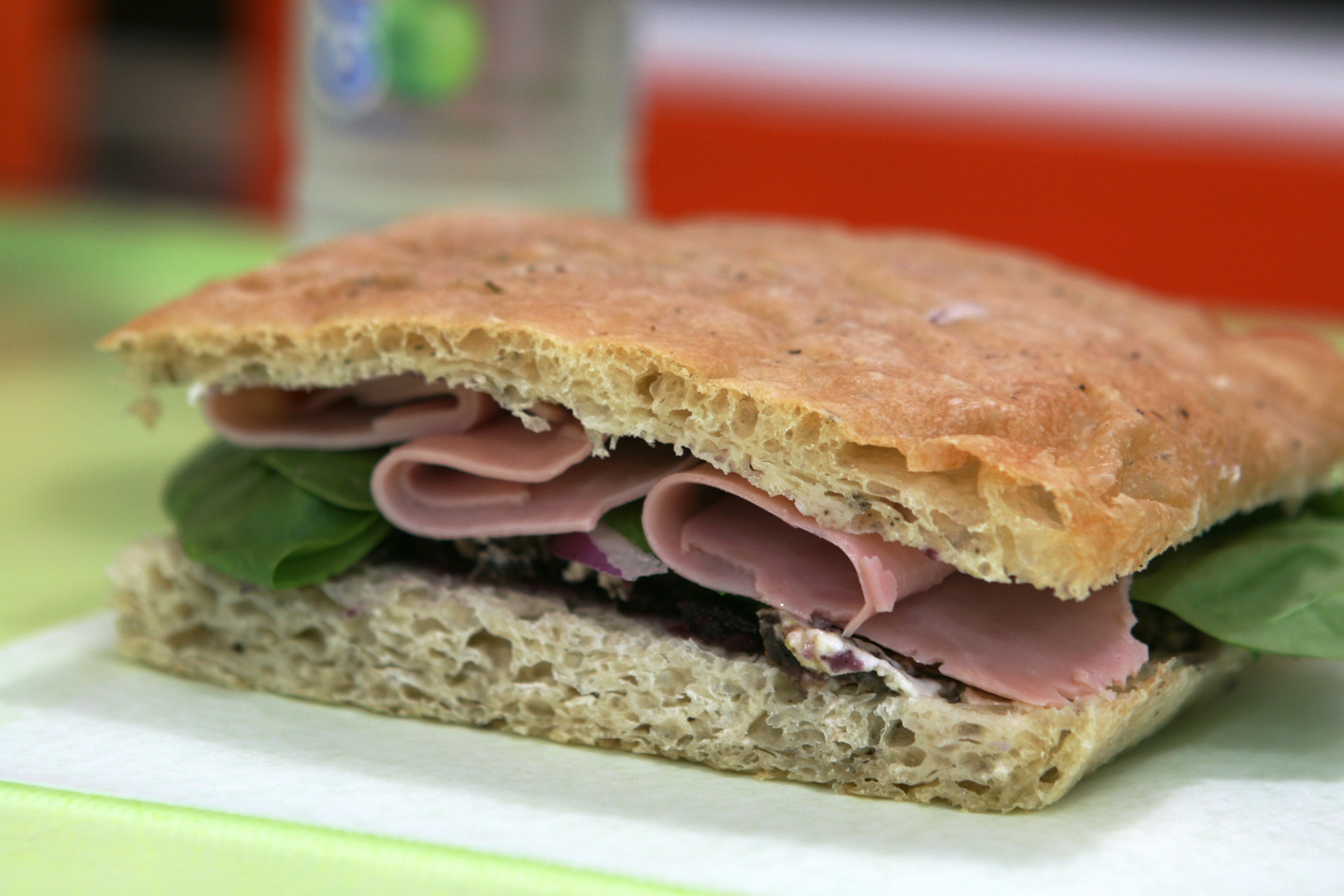
Một cái bánh mì kẹp giăm bông, được làm từ bánh mì focaccia, xà lách và mù tạt
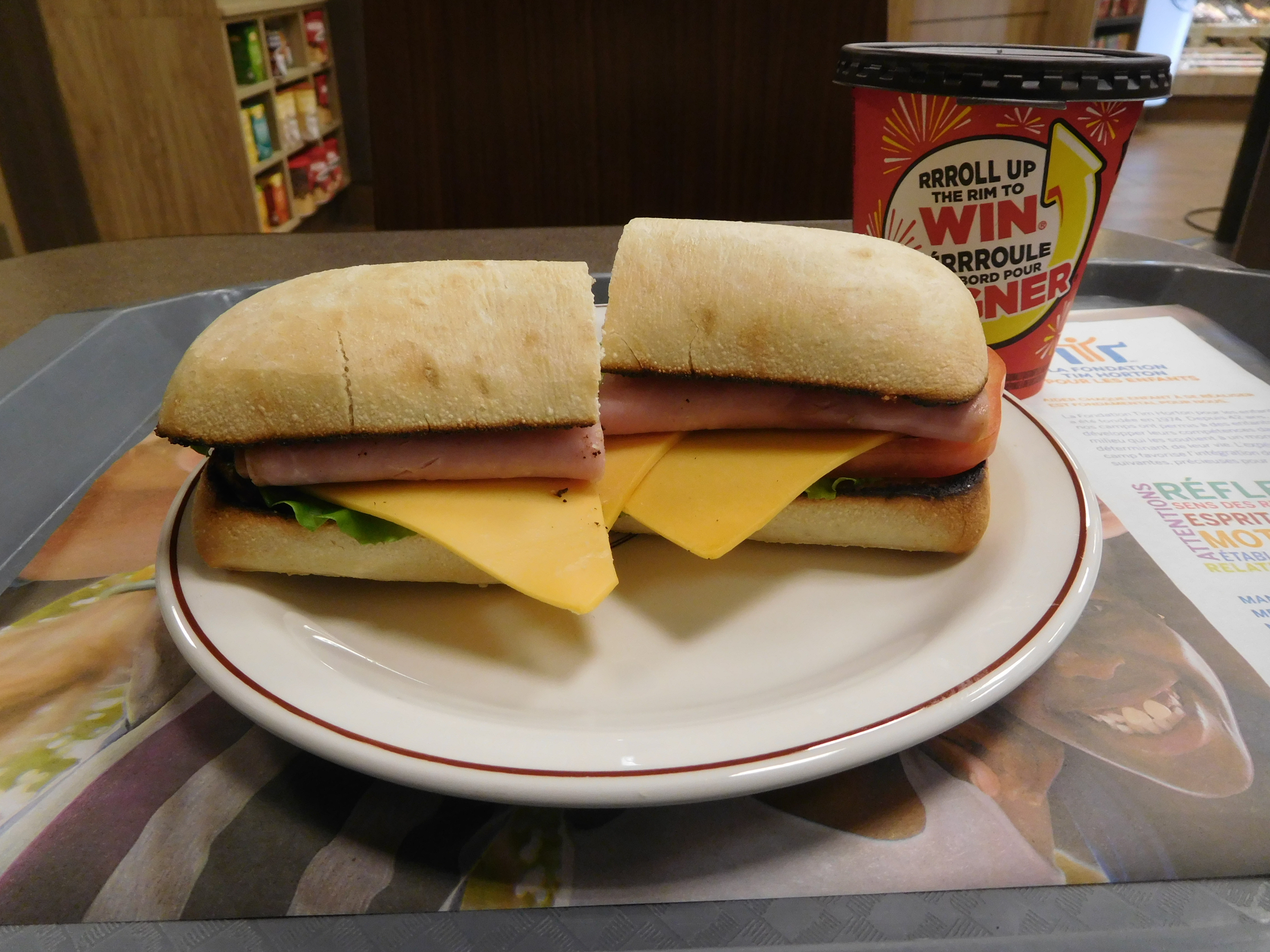
Bánh mì kẹp giăm bông và pho mát cheddar
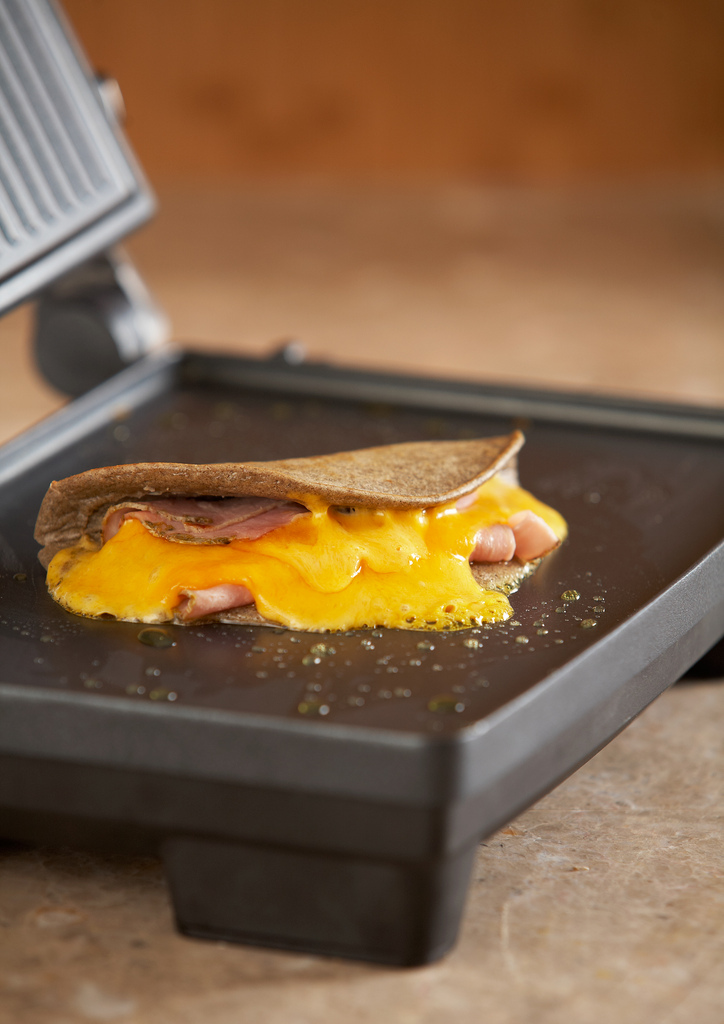
Bánh mì kẹp giăm bông và pho mát được đặt trên dụng cụ nướng và ép bánh mì